# Ócio
O ócio, no sentido vulgar do termo, remete à noção de folga, de falta de compromissos de trabalho e, nesse contexto, possui uma conotação negativa que liga a ideia de ociosidade à ideia de vadiagem e de preguiça. Na literatura e na sociologia, contudo, o termo foi e é empregado muitas vezes em sentidos distintos.

## Defesa do trabalho
No âmbito do cristianismo, ainda que em diversos contextos o trabalho tenha sido apresentado como um dos castigos divinos em resposta ao pecado original, foi com a igreja calvinista que se estruturou a ideia do trabalho como um valor positivo e não um fardo. Max Weber (1864-1920) chamou essa ideologia de ética protestante e, de acordo com ela, só o trabalho, não a compaixão ou a devoção religiosa, levariam à salvação da alma. Essa mesma espécie de devoção religiosa, desta vez ligada ao trabalho e à prosperidade, contudo, fez com que muitos sacrificassem a família, a saúde e o desenvolvimento pessoal em nome de um salário que não conseguirão gastar, numa situação que remete à célebre frase presente nos portões do campo de concentração de Auschwitz, nos quais se podia ler: "o trabalho liberta". 

## Defesa do ócio
A defesa do ócio enquanto um momento de criação e reflexão, distinto portanto da noção de "não fazer nada", aparece na literatura do ocidente como uma resposta à sociedade industrial que tornou os indivíduos cada vez mais atarefados e presos ao mundo do trabalho. A base da teoria marxista desde o seu início era o direito progressivo do trabalhador a apropriação do ócio criativo, fazendo que a sociedade ficasse mais produtiva como um todo. Desde o século XIX, quando o jornalista francês Paul Lafargue (1842-1911) publicou seu notório O Direito à Preguiça, a noção do ócio passou a ser revista e readequada a essa nova sociedade. Subsequentemente ao texto de Lafargue, por exemplo, pode-se citar O Elogio ao Ócio, um ensaio de autoria do filósofo e matemático inglês Bertrand Russell (1872-1970), para quem o trabalho não é ou não deveria ser o objetivo da vida de um indivíduo, trazendo o ideal de um mundo em que todos possam se dedicar a atividades agradáveis, usando o tempo livre (ocioso) não apenas para se divertir, mas para ampliar seus conhecimentos e a capacidade de reflexão. Já na segunda metade do século XX, a expressão ócio criativo foi consagrada pelo texto homônimo do sociólogo italiano Domenico De Masi (1938-), publicado originalmente em 1995. Nele, De Masi analisa a questão do ócio numa sociedade pós-industrial.
| “                                        | Desde que o livro do Paul Lafargue e os livros atuais de Domenico De Masi falam de ócio criativo, do direito à preguiça, nós entendemos que imersos numa situação que eu chamarei de "tarefeira", apagando um incêndio aqui e outro ali, nós cada vez mais perdemos a noção deste ócio que faz criar; que é diferente de não fazer nada. (...) O ócio criativo é a capacidade de eu me entregar a uma música, a uma atividade lúdica, a um filme, a uma peça de teatro, uma situação afetiva em família, e dali extrair ideias, pensar e me entregar a uma criação que pressupõe maior estabilidade, inclusive emocional. O ócio criativo é fundamental para eu poder trabalhar. Nós estamos cada vez mais workaholics ou worklovers, cada vez mais imersos em atividades que exigem nossa atenção imediata, prática, cronológica. Isso nos torna pessoas cada vez menos produtivas. É preciso o ócio criativo no sentido da capacidade de pensar, ter ideias, estabelecer estratégias e dar passos seguintes, o que é diferente de eu viver imerso nesse oceano de ações cotidianas. | ” |
| — Leandro Karnal, historiador brasileiro | |   |

De modo mais informal o autor Stephen Robins publicou uma coletânea de citações intitulada The Importance of Being Idle (em tradução livre, "A Importância de Estar Ocioso"), que inspirou e dá nome a uma canção do grupo de rock britânico Oasis. Noel Gallagher teria descoberto o livro de Stephen Robins enquanto fazia uma limpeza em sua própria garagem, tratando-se na verdade de um exemplar que pertencia a sua então namorada Sara McDonald.